# Aotus azarae
L'aoto di Azara (Aotus azarae Humboldt, 1811) è un primate platirrino della famiglia degli Aotidi.
La denominazione della specie è stata assegnata in onore del naturalista spagnolo Félix de Azara.

## Distribuzione
Con due sottospecie (Aotus azarae azarae ed Aotus azarae boliviensis, alcuni autori continuano a considerare Aotus infulatus sottospecie di A. azarae) vive nella zona compresa fra il Rio Guaporé, le Ande ed il Rio Paraguay, quindi politicamente questo animale vive in Bolivia, Paraguay ed Argentina settentrionale.

Le due sottospecie sono divise dal Lago Uberaba in Bolivia: A. azarae boliviensis vive a nord di tale spartiacque, mentre la sottospecie nominale abita la zona a sud del lago.

## Descrizione

### Dimensioni
Misura circa 70 cm, di cui la coda costituisce il 60% ed oltre (fino a 40 cm), per un peso che sfiora il chilogrammo.

### Aspetto
Il pelo è corto e lanoso, grigiastro nella zona dorsale e con sfumature rossastre nella zona ventrale. La faccia è brunastra con orlo bianco e grandi macchie bianche al di sopra degli occhi: la fronte è rossiccia con tre bande nere che corrono fino ai lati del collo.

La testa è piuttosto piccola e dotata di grandi occhi bruni sprovvisti di tapetum lucidum: le orecchie sono piccole e seminascoste dal pelo (da qui il nome del genere Aotus, che in greco vuol dire "senza orecchie"). La lunga coda è nera nel quarto finale e non prensile. Sulla gola è presente un sacchetto gonfiabile per una maggiore risonanza delle vocalizzazioni emesse.

## Biologia
Si tratta di animali notturni, che di giorno riposano in cavità dei tronchi d'albero o nascosti nel folto della vegetazione. Vivono in coppie od in piccoli gruppi familiari, composti da una coppia dominante con 2-4 cuccioli non ancora del tutto indipendenti, che dormono tutti assieme. Appena dopo il risveglio, questi animali si stiracchiano a lungo ed espletano le funzioni corporali, per poi mettersi alla ricerca di cibo in ordine decrescente d'importanza.

Pur essendo animali notturni, mancano del tapetum lucidum tipico delle creature della notte: per supplire a questa mancanza, hanno sviluppato grandi occhi per meglio raccogliere la luce lunare. Tuttavia, è stato osservato che nelle notti senza luna l'attività di questi animali durante la notte è minima e si concentra al tramonto ed all'alba, mentre nelle notti di luna piena particolarmente luminose ci sono dei picchi d'attività: questo fa supporre che questi animali si orientino principalmente con la vista. La scoperta di grandi bulbi olfattivi nel loro cervello, tuttavia, potrebbe rivoluzionare questa teoria, anche se l'olfatto potrebbe servire unicamente a riconoscere il grado di maturazione dei frutti di cui questi animali si nutrono.

### Alimentazione
Questi animali si nutrono essenzialmente di frutta, privilegiando frutti piccoli e ben maturi. Non disdegnano tuttavia di mangiare foglie, fiori, nettare, insetti ed uova d'uccello.

### Riproduzione
Vive in coppie rigorosamente monogame: la gestazione dura poco più di quattro mesi, al termine dei quali viene partorito un unico cucciolo che viene portato sul dorso dalla madre per la prima settimana di vita, in seguito viene accudito unicamente dal maschio (a volte coadiuvato dai figli più grandi) e dato alla madre unicamente per la poppata, ogni 3-4 ore.

Il cucciolo viene svezzato attorno ai sei mesi d'età, ma l'allattamento può procedere fino ad oltre un anno: a due anni i giovani raggiungono la maturità sessuale, ma non è raro che restino per un altro anno coi genitori.